# 宮西町 (西宮市)
宮西町（みやにしちょう）は、兵庫県西宮市にある町丁。1丁目から14丁目まである。郵便番号は662-0976。

## 地理
東は産所町に接する。西は松下町に接する。北は神楽町、南は市庭町と接する。

## 交通

### 鉄道
阪神が通っているが駅はない。また阪急は当町内を通っていなく、JRは隣の町を通っている。

### バス
当町内は阪神バス、阪急バス含めバスは通っていない。

## 校区
市立小・中学校に通う場合、校区は以下の通り。
| 丁目 | 小学校       | 中学校     |
| ---- | ------------ | ---------- |
| 1    | 浜脇小学校   | 浜脇中学校 |
| 2    | 浜脇小学校   | 浜脇中学校 |
| 3    | 香櫨園小学校 | 浜脇中学校 |
| 4    | 香櫨園小学校 | 浜脇中学校 |
| 5    | 浜脇小学校   | 浜脇中学校 |
| 6    | 浜脇小学校   | 浜脇中学校 |
| 7    | 香櫨園小学校 | 浜脇中学校 |
| 8    | 香櫨園小学校 | 浜脇中学校 |
| 9    | 浜脇小学校   | 浜脇中学校 |
| 10   | 香櫨園小学校 | 浜脇中学校 |
| 11   | 香櫨園小学校 | 浜脇中学校 |
| 12   | 香櫨園小学校 | 浜脇中学校 |
| 13   | 香櫨園小学校 | 浜脇中学校 |
| 14   | 香櫨園小学校 | 浜脇中学校 |